# Hossein Sabet
Hossein Sabet Baktash  (* 1935 in Maschhad) ist ein iranischer Unternehmer mit Hauptwohnsitz in Berlin. Er ist Eigentümer der Sabet International Trading Co.

## Leben
Sabet kam Ende der 1960er Jahre zum Studium der Ingenieurwissenschaften nach Deutschland. In Berlin begründete er eine Handelsfirma, die zum größten deutschen Importeur von Orientteppichen wurde. 1980/1981 machte er Schlagzeilen mit dem Versuch, das Berliner Abendblatt Der Abend zu einer linksliberalen Alternative zum Tagesspiegel zu entwickeln.
1984 wurde er wegen Steuerhinterziehung zu einer zweijährigen Bewährungsstrafe verurteilt. Die Anklagepunkte im Zusammenhang mit dem Konkurs des Abend wurden allerdings sämtlich fallen gelassen.
Mit einer Hotelgruppe und weiteren Immobilien auf den Kanarischen Inseln baute er sein Vermögen weiter aus. In den 1970er Jahren gründete er in Jandía den Hotelkomplex Stella Canaris, den er im Jahr 2003 an die spanische Dunas Gruppe verkaufte. Nach Insolvenz der Dunas Gruppe im Jahr 2010 schloss Sabet einen Pachtvertrag über fünf Jahre für den Betrieb des Stella Canaris ab. Nach unbezahlten Rechnungen wurde das Hotel 2013 geschlossen und gegen Sabet im Oktober 2016 wegen Steuerhinterziehung ein Haftbefehl für eine Haftstrafe von über fünf Jahren erlassen. Nach Einigung mit den spanischen Behörden wurde der Haftbefehl Anfang 2017 zurückgezogen.
1999 ging Sabet zurück in den Iran, um auf der iranischen Urlaubsinsel Kisch das Dariush Grand Hotel (Fertigstellung 2003) zu bauen und zu betreiben. 2014 wurde das Dariush Grand Hotel nebst Dolphin Park und Birds Garden an den iranischen Unternehmer Seyed Abdoulreza Mousavi verkauft. 2016 eröffnete Sabet zwei Schulen in seiner Geburtsstadt Maschhad, die er nach Eröffnung der Stadt zum Geschenk machte. Im gleichen Jahr wurde von ihm eine Stiftung zu Ehren des iranischen Dichters Ferdowsi gegründet. Sabet kündigte an, dass auf einem Areal in der Nähe des Ferdowsi-Denkmals ein Freizeitpark in Kombination mit einem Hotel gebaut werden wird. Die Bauarbeiten wurden im August 2016 begonnen.